# يوجين كوغلان
يوجين كوغلان (بالإنجليزية: Eugene Coughlan)‏ هو لاعب قذف أيرلندي، ولد في 18 نوفمبر 1956 في Clareen ‏ في جمهورية أيرلندا.